# Stormwarrior
Stormwarrior ist eine 1998 gegründete deutsche Metal-Band aus Hamburg.

## Bandgeschichte
Gegründet wurde die Band Stormwarrior 1998 von Lars Ramcke und André Schumann, welche im gleichen Jahr noch den Gitarristen Scott Bölter und Bassist Tim Zienert in ihr Projekt holten. Stark inspiriert von der 80er-Jahre-Metal-Szene, vor allem aber von dem aus Hamburg stammenden Metal wie Helloween oder Running Wild, nahmen Stormwarrior im Jahr 1999 ihre ersten gemeinsamen Songs auf ihrem ersten Demotape ("Metal Victory") auf, das auf 500 Exemplare limitiert war.
Ein Jahr später wurde das zweite Demoband aufgenommen ("Barbaric Steel"), welches auf 1000 Exemplare limitiert war. Diese beiden Demobänder verhalfen der Band, eine gewisse Bekanntheit zu erlangen.
Nach vielen Live-Shows (u. a. auf dem Headbangers Open Air, dem Warriors of Steel Meeting, und auf dem Logo in Hamburg) hat das italienische Musiklabel Dream Evil Records im Jahr 2001 das auf 333 Exemplare limitierte Demoband "Possessed by Metal" im 7"-Format veröffentlicht, welches zwei Songs aus dem vorherigen Demoband beinhaltet.
Nachdem bei dem Hamburger Label Remedy Records ein Vertrag unterzeichnet wurde, veröffentlichte die Band Anfang 2002 eine zweite 7" (limitiert auf 250 Exemplare), benannt nach dem Titelsong "Spikes & Leather".
Das Debüt-Album wurde von Kai Hansen und Dirk Schlächter im Juli 2002 aufgenommen und produziert. Das Cover wurde von dem renommierten Künstler Uwe Karczewski gezeichnet, der für seine Arbeit an den CD-Covers von Bands wie Helloween und Iron Angel bekannt ist.
Nach ihrem Auftritt beim Wacken Open Air 2002 und dem Motala Metal Festival in Schweden begann die Band mit der Aufnahme der EP "Heavy Metal Fire".

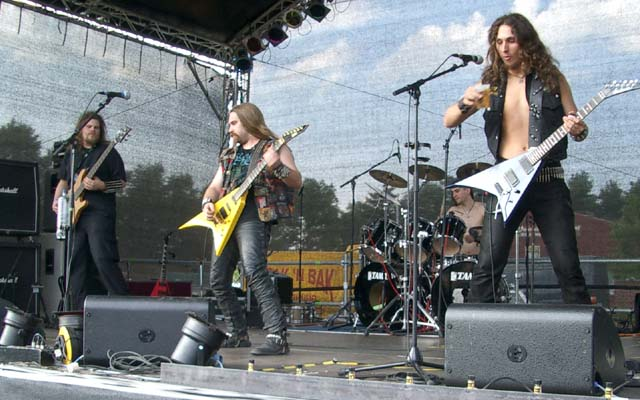
Stormwarrior live in Neu Wulmstorf beim Metal-Bash-Festival im Juli 2003.

Während der Produktion dieser EP verließ Gitarrist Scott Bölter die Band und wurde durch David Wieczorek ersetzt.
Nach mehreren Auftritten auf Festivals im Juli und August (z. B. Gates Of Metal-Festival in Schweden) begaben sich Stormwarrior erneut in die Hansen Studios, um das zweite Album "Northern Rage" zu produzieren, welches im Juni 2004 erschien.
Das Album "At Foreign Shores – Live in Japan" wurde am 25. August 2006 veröffentlicht. Es ist Stormwarriors erstes Live-Album.
Im Dezember 2007 verließen sie Remedy Records und unterzeichneten einen Vertrag bei Dockyard 1. Über das neue Plattenlabel wurde auch das Ende Februar 2008 erscheinende Album "Heading Northe" herausgebracht, welches im hauseigenen Thunderhall Studio Hamburg aufgenommen, von Piet Sielck (Powerhouse Studio Hamburg) gemixt und von Tommy Hansen (Jailhouse Studios, Denmark) gemastert wurde.
Im November 2008 waren Stormwarrior als Supportband mit Firewind und Kiuas in Deutschland, Holland und Belgien auf Tournee. Es war ihre erste Tour in Europa.
Im Jahr 2019 kehrten Yenz Lenhardt und Falko Reshöft zur Band zurück. Noch im selben Jahr wurde das Album "Norsemen" veröffentlicht.

## Stil
Stormwarrior spielen einen sehr rauen, schnellen Metal, der sehr dem Klangbild der ersten Helloween-LP "Walls of Jericho" ähnelt. Es stechen besonders die konsequente Benutzung eines schnellen Doublebass, schnelle Gitarrenläufe und sowohl schnelle Gitarrensoli als auch der raue Gesang von Ramcke, der dem Gesang der o. g. "Walls of Jericho" ähnelt, hervor.
Textlich befasst sich die Band zumindest auf dem ersten Album mit den im True Metal üblichen Themen, wie Schlachten oder glorreiche Siege, auf die sich die "Söhne des Stahls" (Vgl. "Stormwarrior - Sons of Steele") vorzubereiten haben. Allerdings fehlt hier komplett der mystische Bezug.
Seit dem Album "Northern Rage" begibt sich die Band mehr hin zum Viking Metal. So befassen sich einige Songs nur indirekt ("Heavy Metal Fire" / "The Axewielder"), andere Songs direkt mit den im Viking Metal üblichen Themen, wie das Leben, Kämpfen, Sterben oder Feiern von Wikingern oder deren mythologischer Glaube.
Vgl.: Auszug aus "Sign of the Warlorde": "Hail to Odin, the father of gods"
Am stärksten kommt dies im Lied "Lindisfarne" zum Ausdruck, der sich komplett und direkt auf das Kloster Lindisfarne bezieht, welches von Wikingern angegriffen wurde, was man als Beginn der "Wikingerzeit" bezeichnet.
Auch das Artwork des Albums "Heading Northe", welches Ende Februar 2008 erschien, zeigt auf, dass die Band in der Sparte des Viking Metals bleiben will, denn auf dem Cover des Albums sind mehrere, im Ozean schwimmende Drachenboote zu erkennen.

## Besonderheiten
Stormwarrior spielten zeitweise zusammen mit Gamma Ray oder dessen Frontmann Kai Hansen Live-Auftritte, bei denen sie nicht nur ihre eigenen, sondern auch alte Helloween-Songs von der "Walls of Jericho"-LP spielten, wie auch auf dem Wacken Open Air 2007, dem Earthshaker Fest oder dem Bloodstock Open Air in Großbritannien.

## Bandmitglieder

Stormwarrior live auf dem Metal Frenzy 2018 in Gardelegen
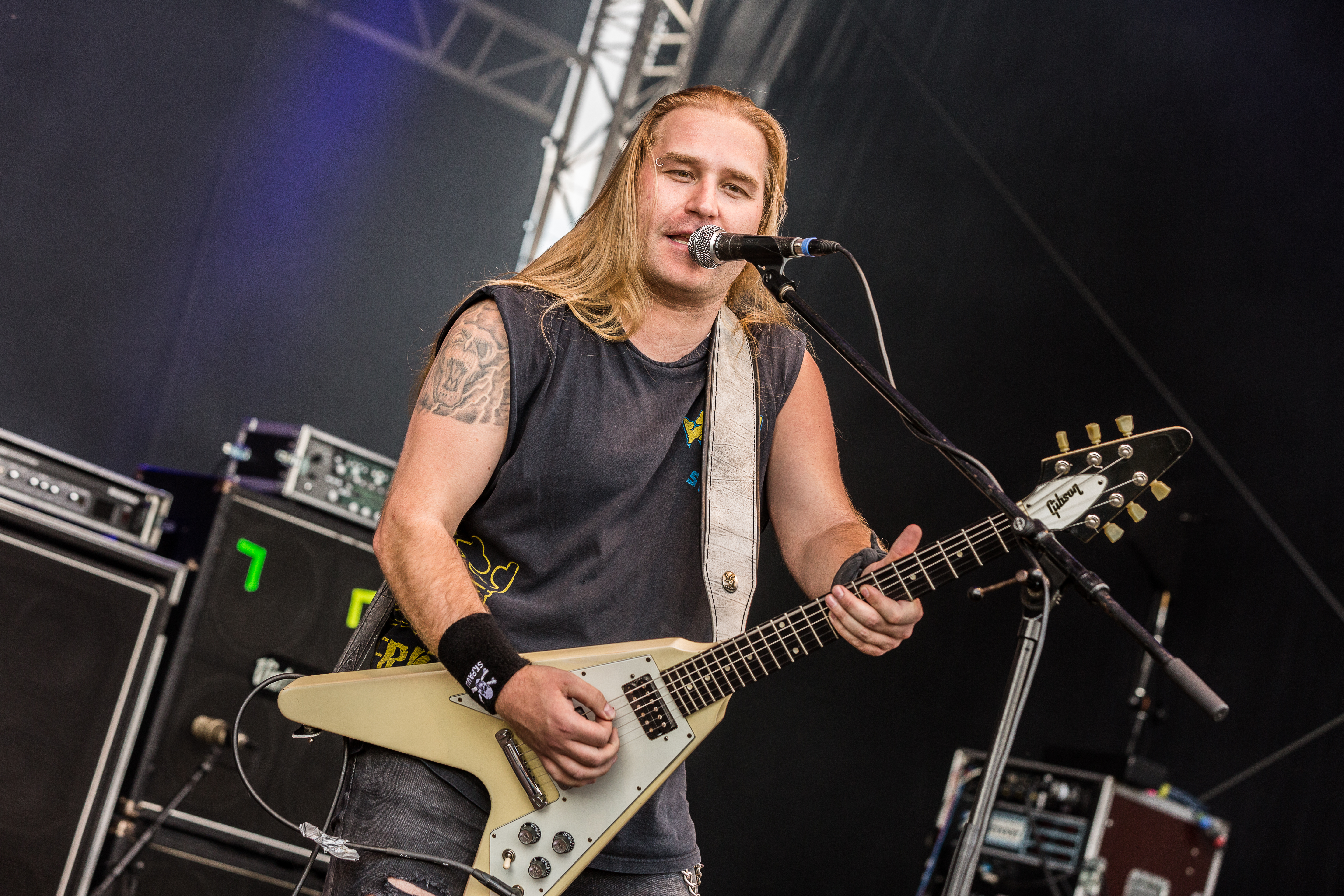
Sänger und Gitarrist Lars Ramcke
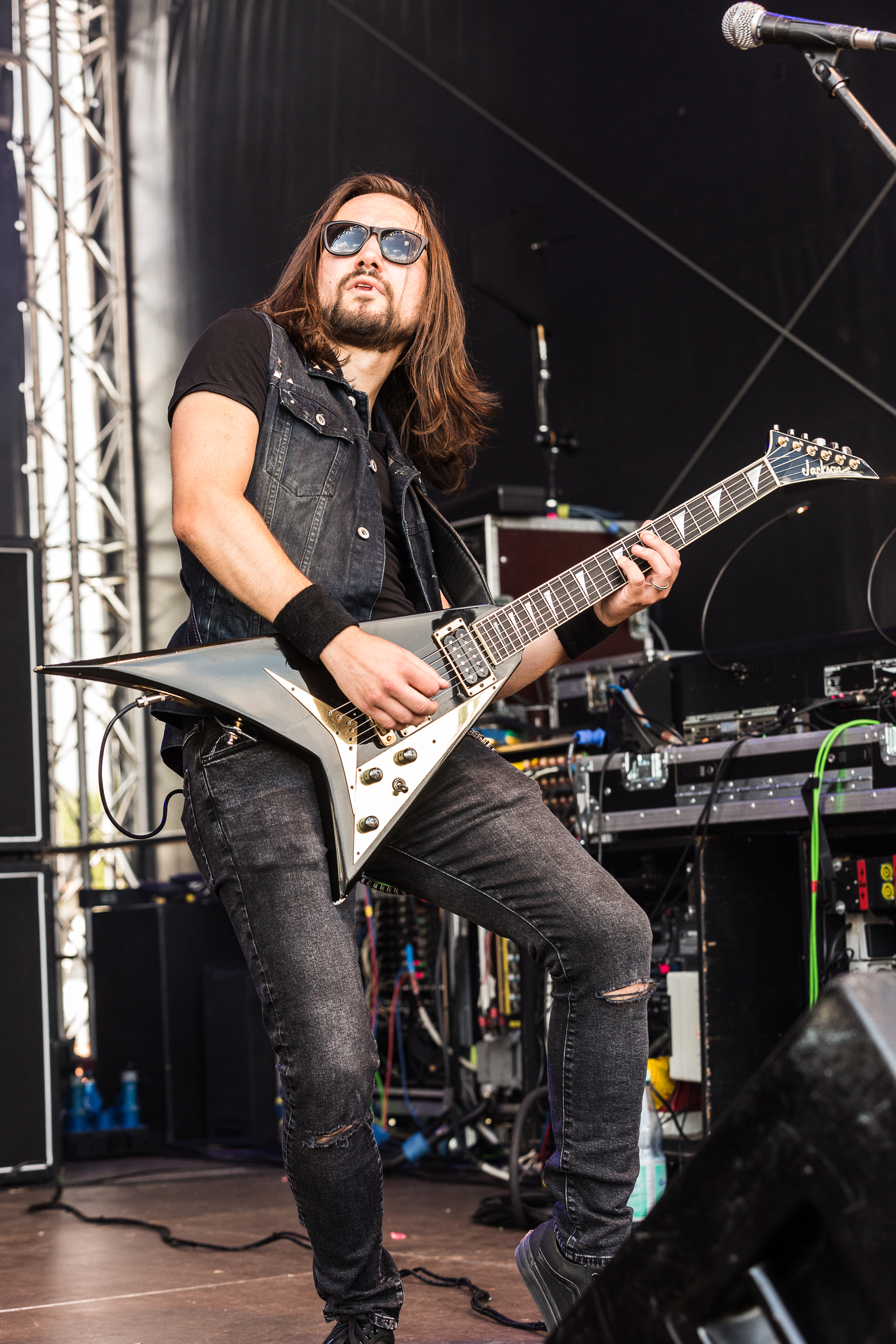
Gitarrist Björn Daigger
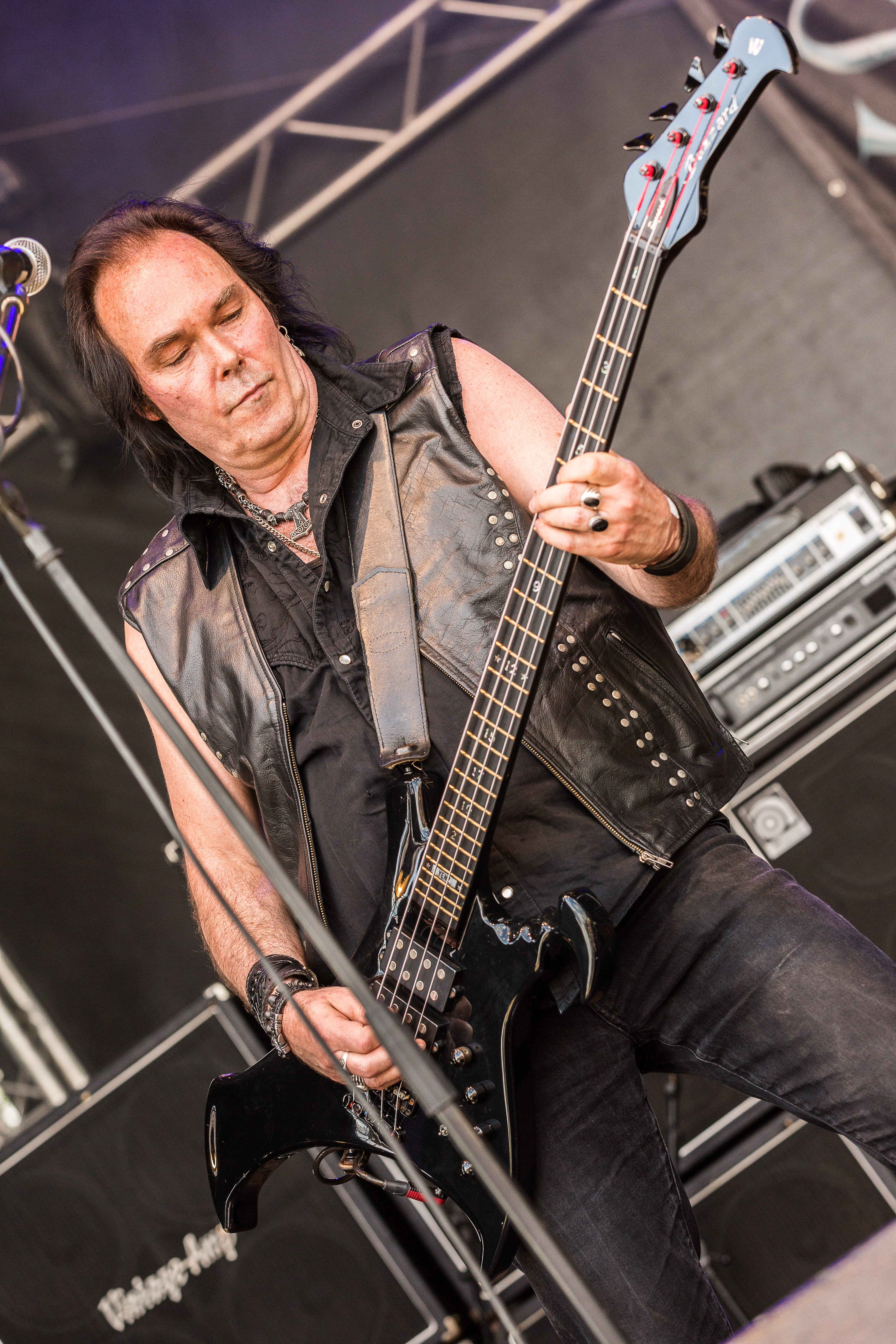
Bassist Yenz Leonhardt
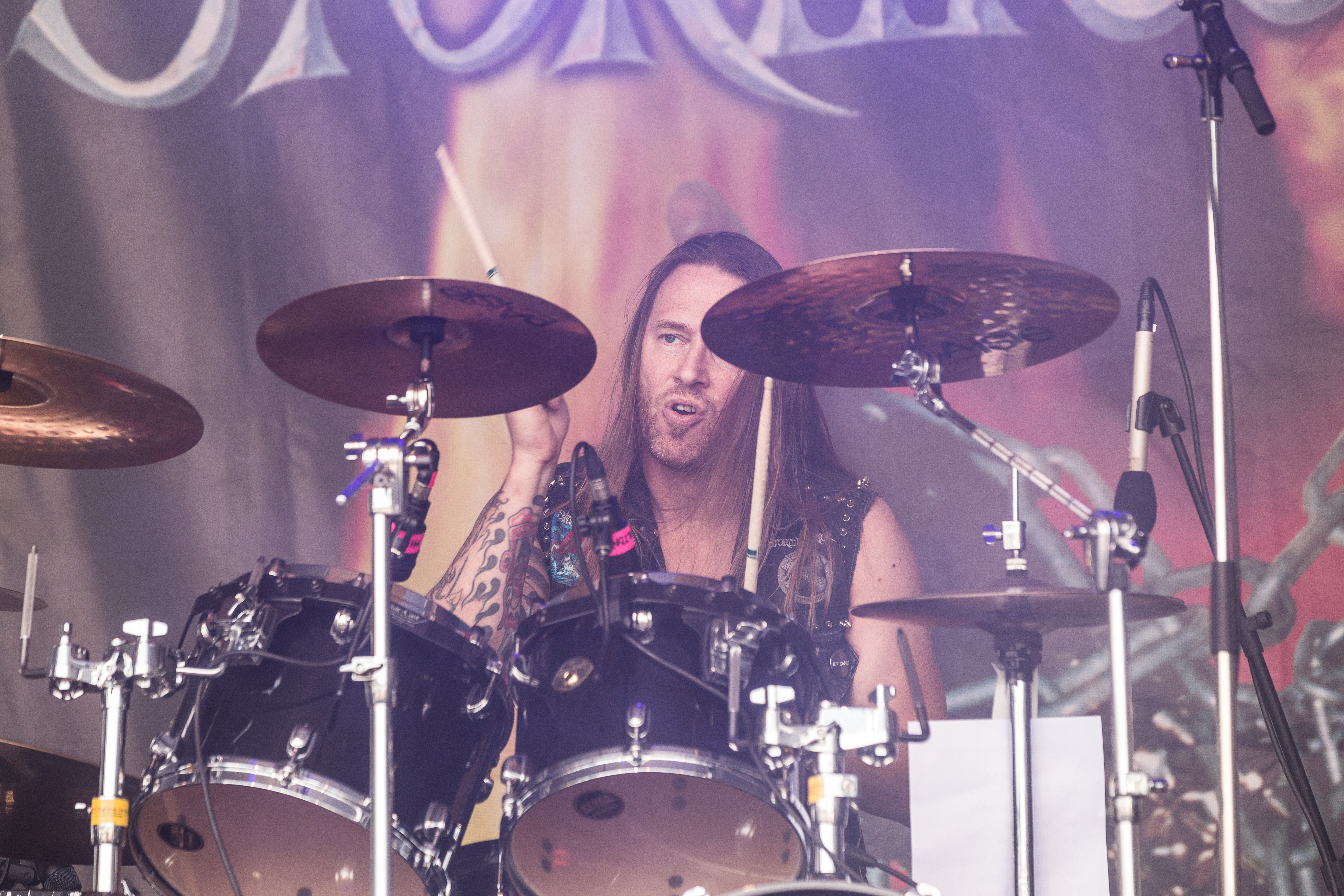
Schlagzeuger Jörg Uken

## Diskografie
- 1999: Metal Victory (Demo)
- 2000: Barbaric Steel (Demo)
- 2001: Possessed by Metal (Single/EP, Dream Evil Records)
- 2002: Spikes and Leather (Single/EP, Remedy Records)
- 2002: Stormwarrior (Album, Remedy Records)
- 2003: Heavy Metal Fire (Single/EP, Spiritual Beast, Remedy Records)
- 2004: Northern Rage (Album, Remedy Records)
- 2006: At Foreign Shores – Live in Japan (Livealbum, Killer Metal Records)
- 2008: Heading Northe (Album, Dockyard 1)
- 2011: Heathen Warrior (Album, Massacre Records)
- 2014: Thunder & Steele (Album, Massacre Records)
- 2019: Norsemen (Album, Massacre Records)